# 台北東隆宮
台北東隆宮，位於台灣台北市萬華區加蚋港仔尾，為主祀溫府千歲之道教廟宇。本廟為丁榮美於於1961年獻地興建，位於環河南路之閩南廟宇建築。

## 歷史沿革

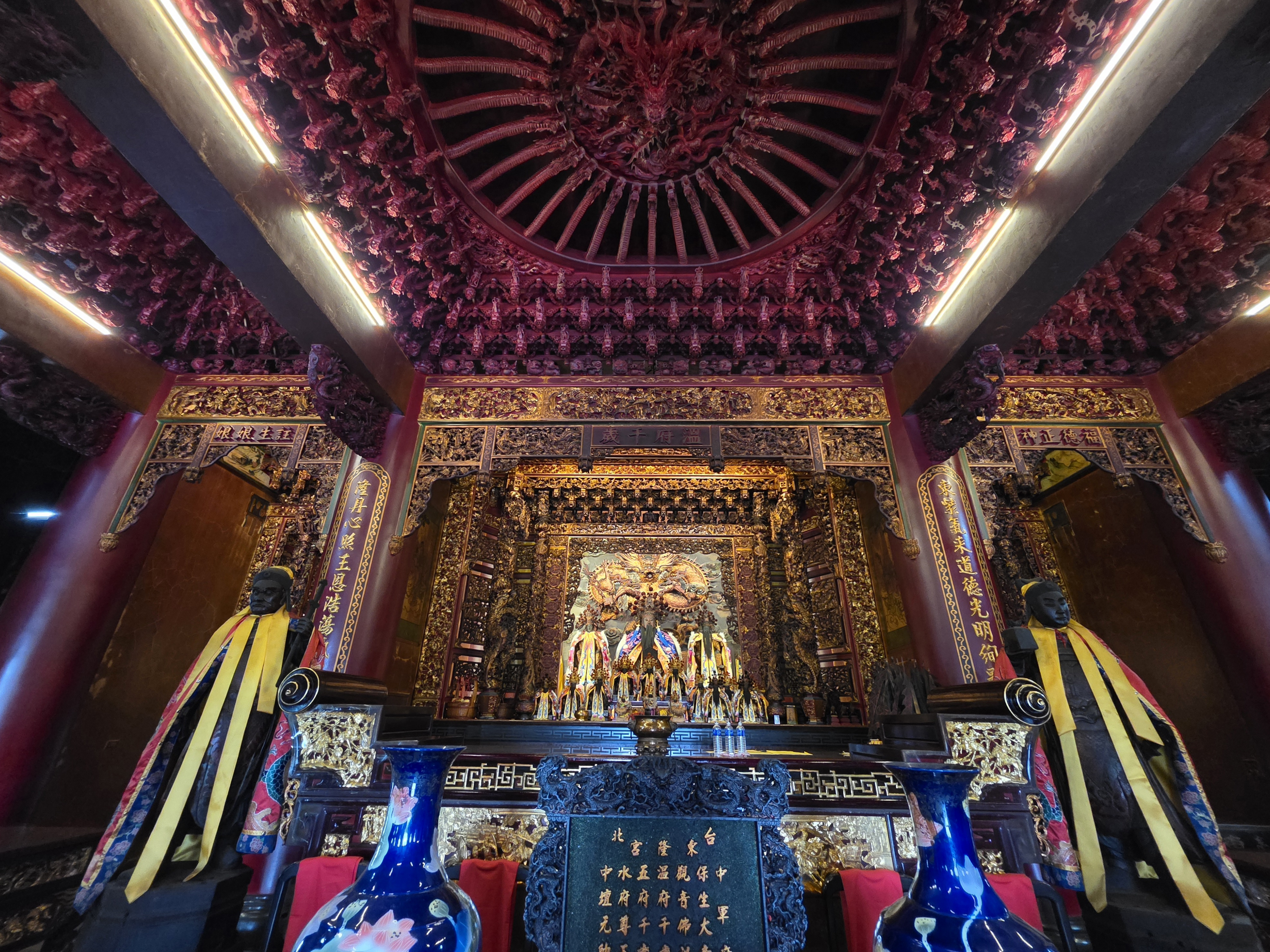
正殿室內

1953年，雙園居民丁榮美因參拜台南三寮灣東隆宮溫府千歲而眼疾康復，故在西園路自宅供奉溫府千歲神像，之後才前往三寮灣東隆宮進香，分靈仙旗北上。丁榮美將父親丁赤所遺留的產業拿出部分，並在吳府三千歲指示下購得現址土地於1961年興建東隆宮，主祀溫府千歲，合祀李府千歲及吳府千歲。現廟宇改建自2008年，因為是第三座由東港東隆宮派生的東隆宮，故又稱為第四東隆宮。
該廟宇的組織型態為管理委員會制，祭典日期則是每年農曆之十一月初一。

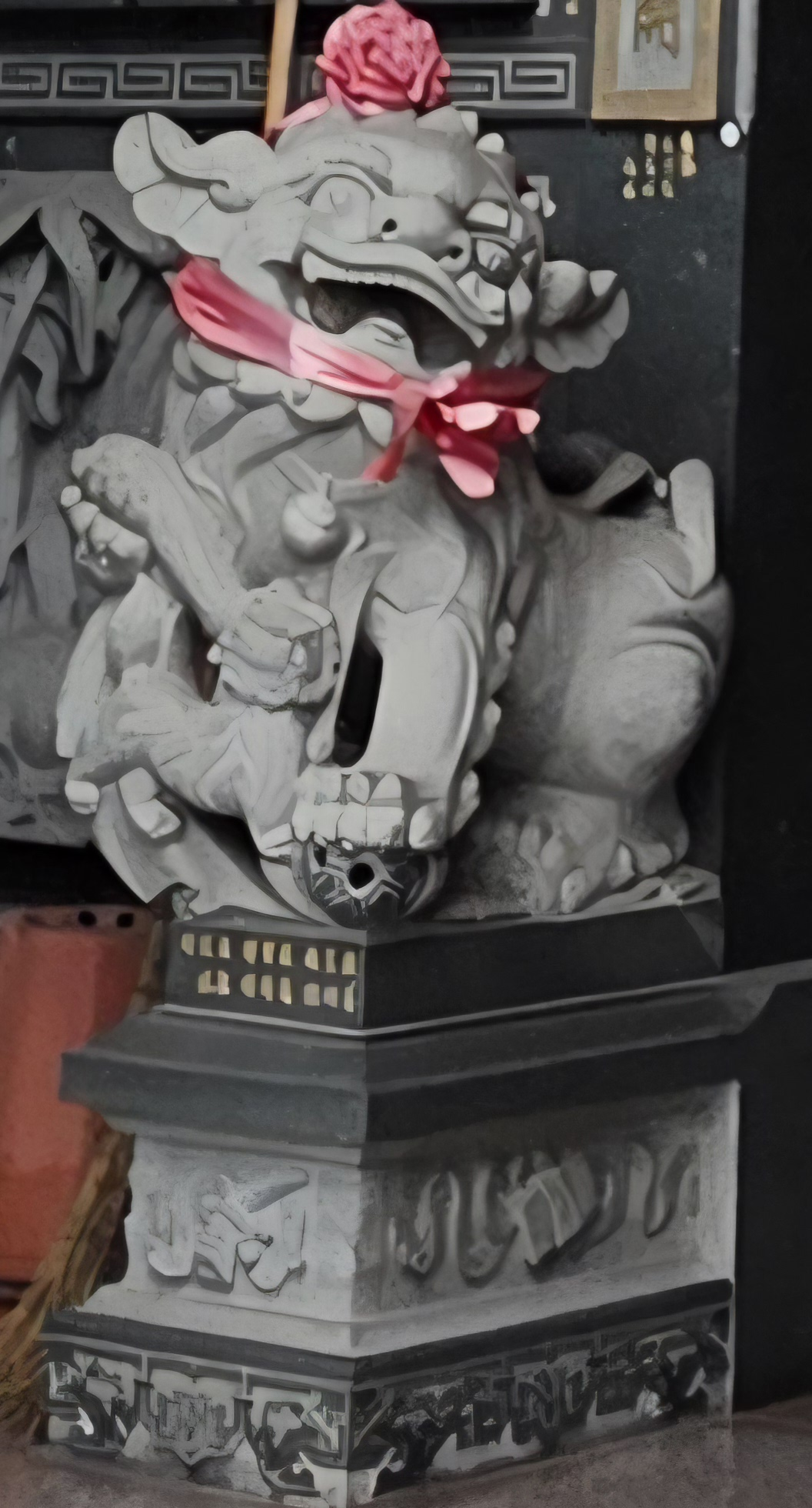
石獅
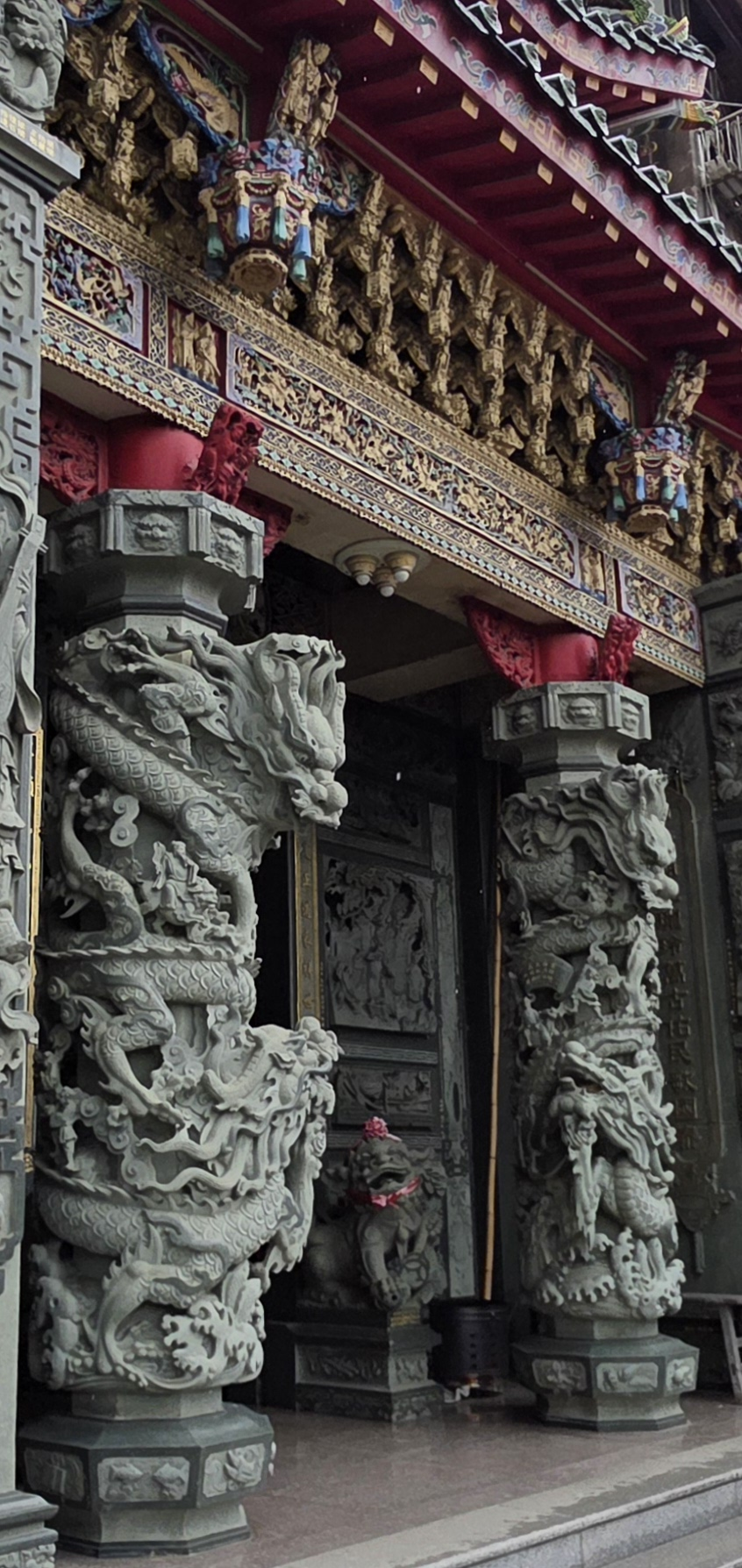
龍柱
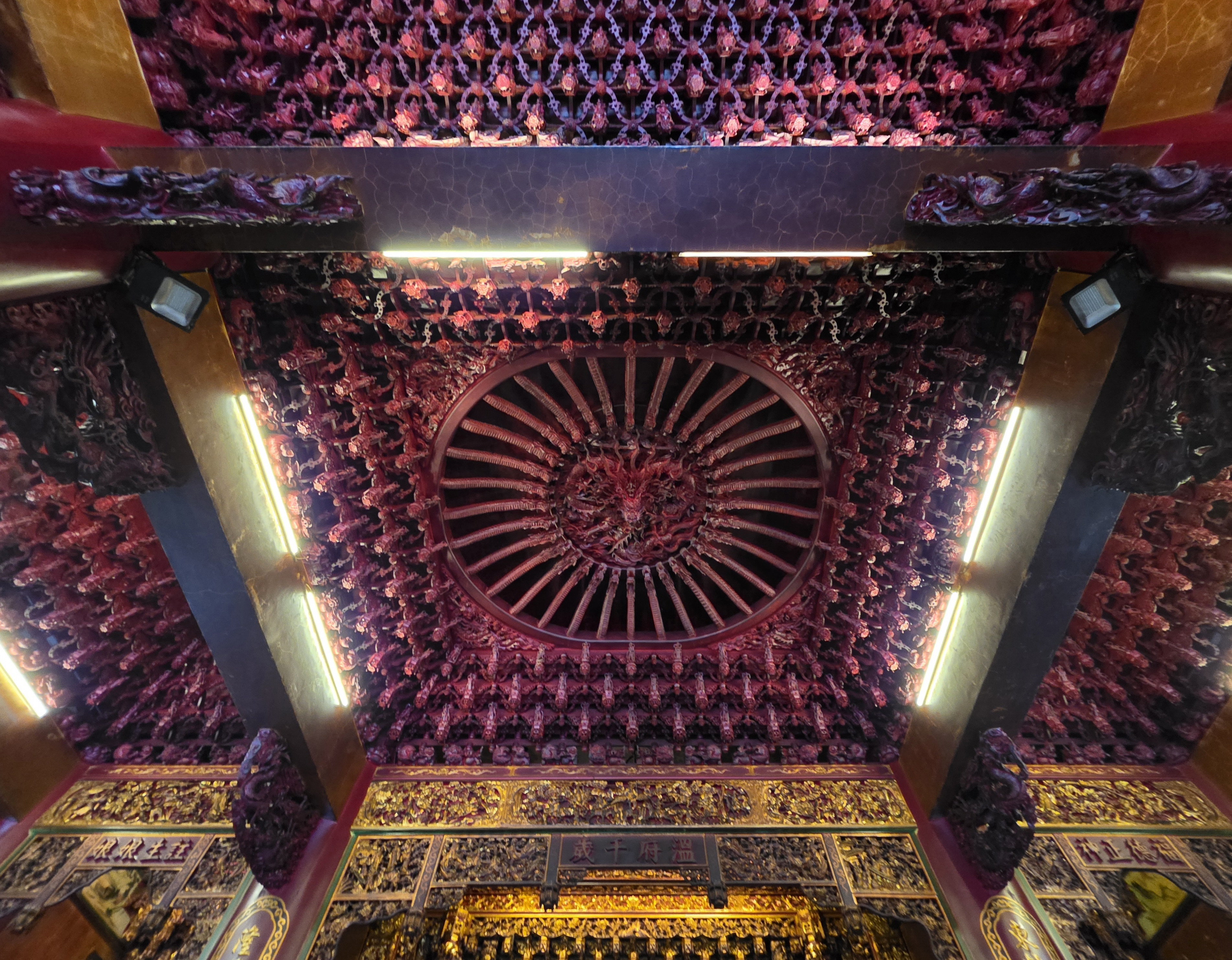
藻井
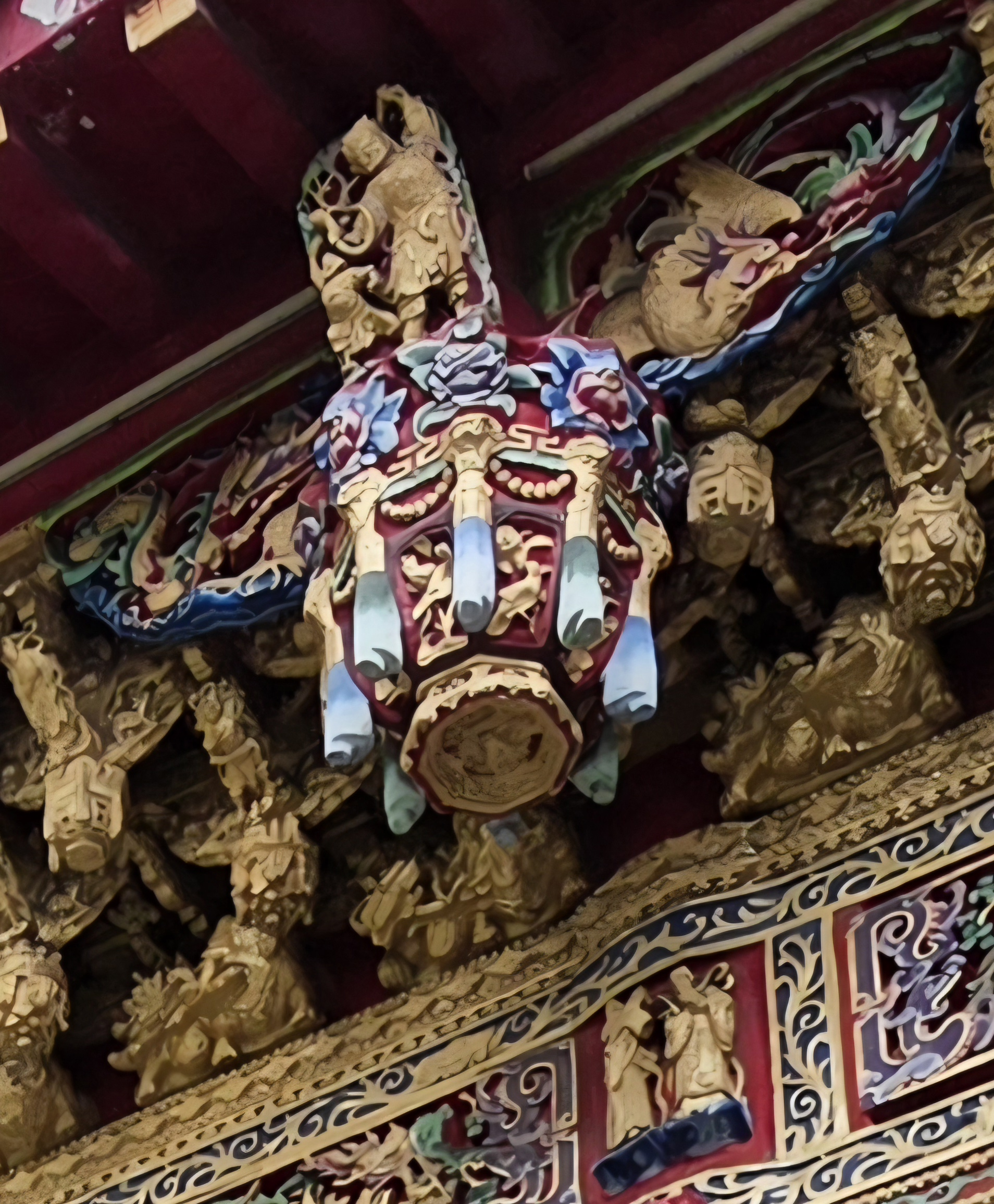
垂花飾
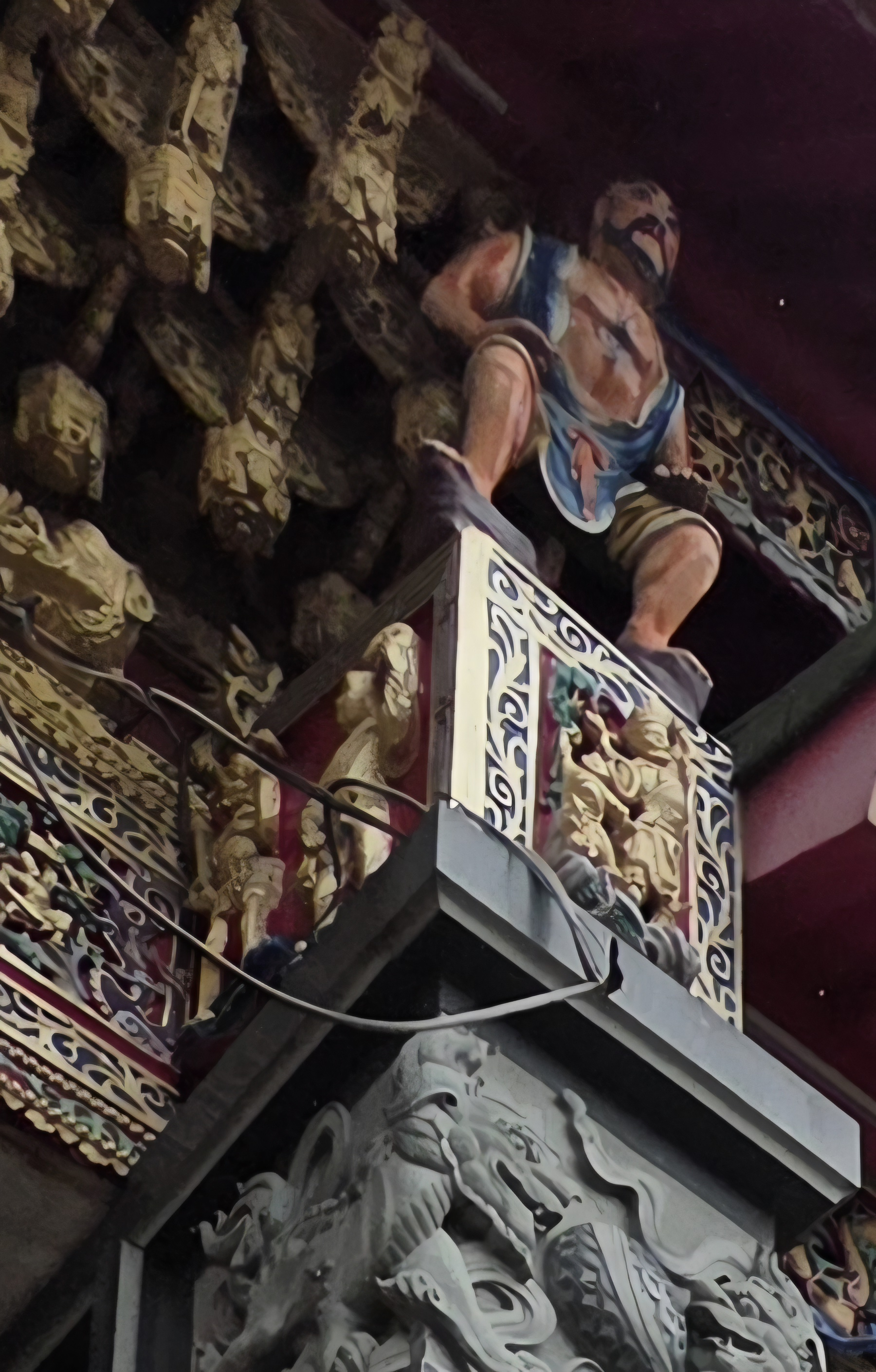
雕塑

## 奉祀神祇
台北東隆宮主祀溫、李、吳三王爺，祔祀保生大帝、邢府千歲、五府千歲、中壇元帥，配祀觀世音菩薩、福德正神、註生娘娘、五斗、中軍府（祔五營將軍）、虎爺、馬仁、水僊尊王諸神。

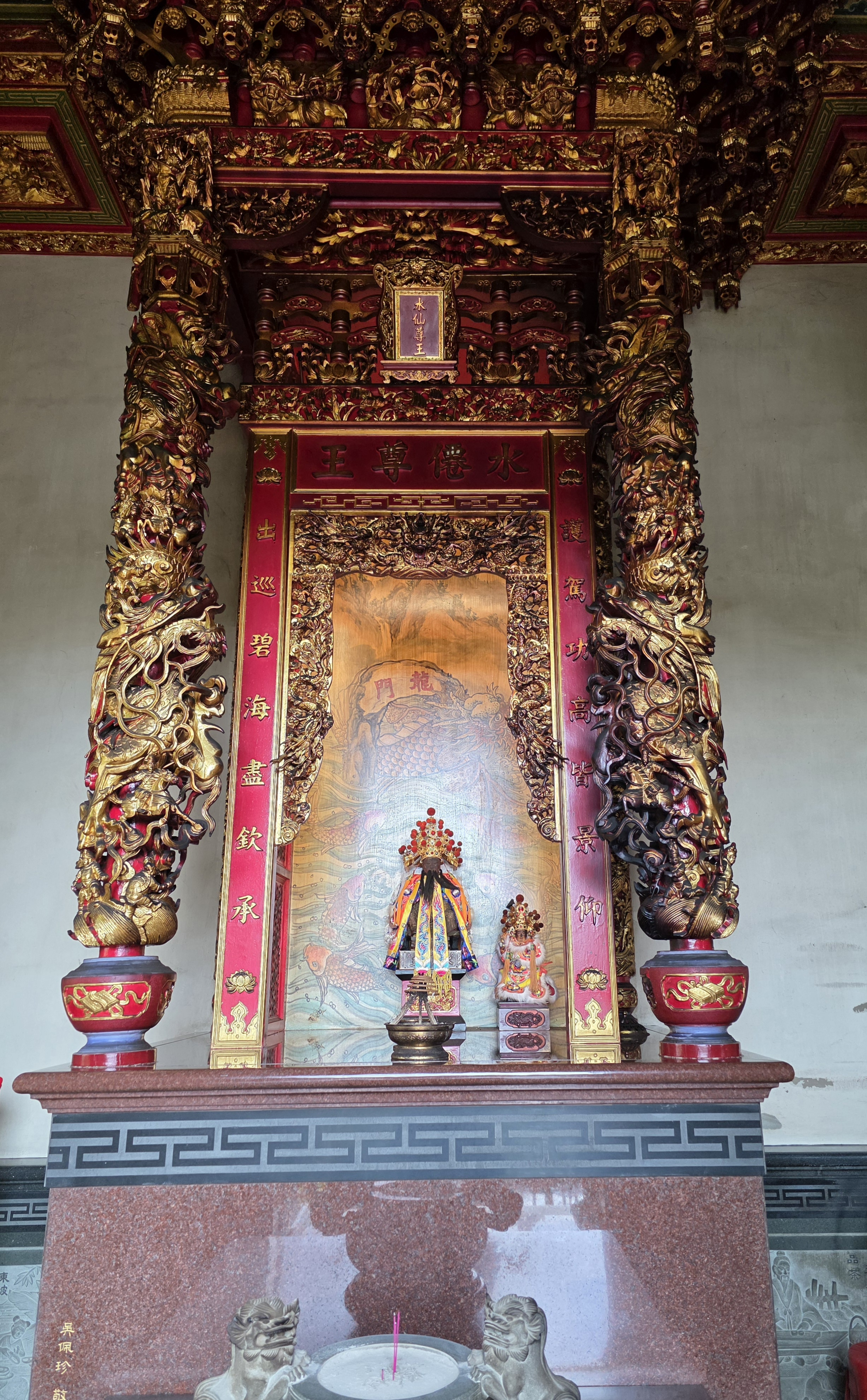
水僊尊王
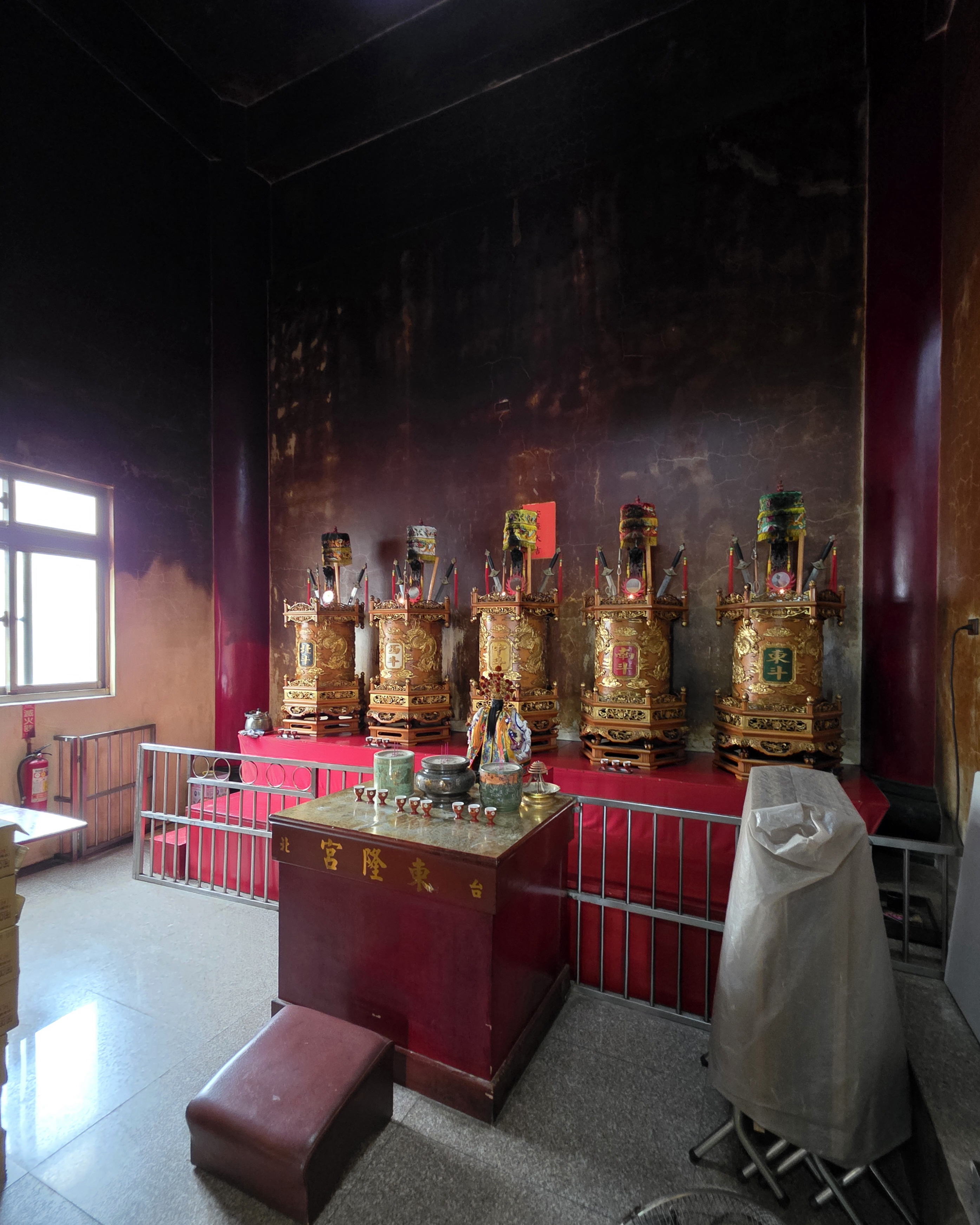
五斗
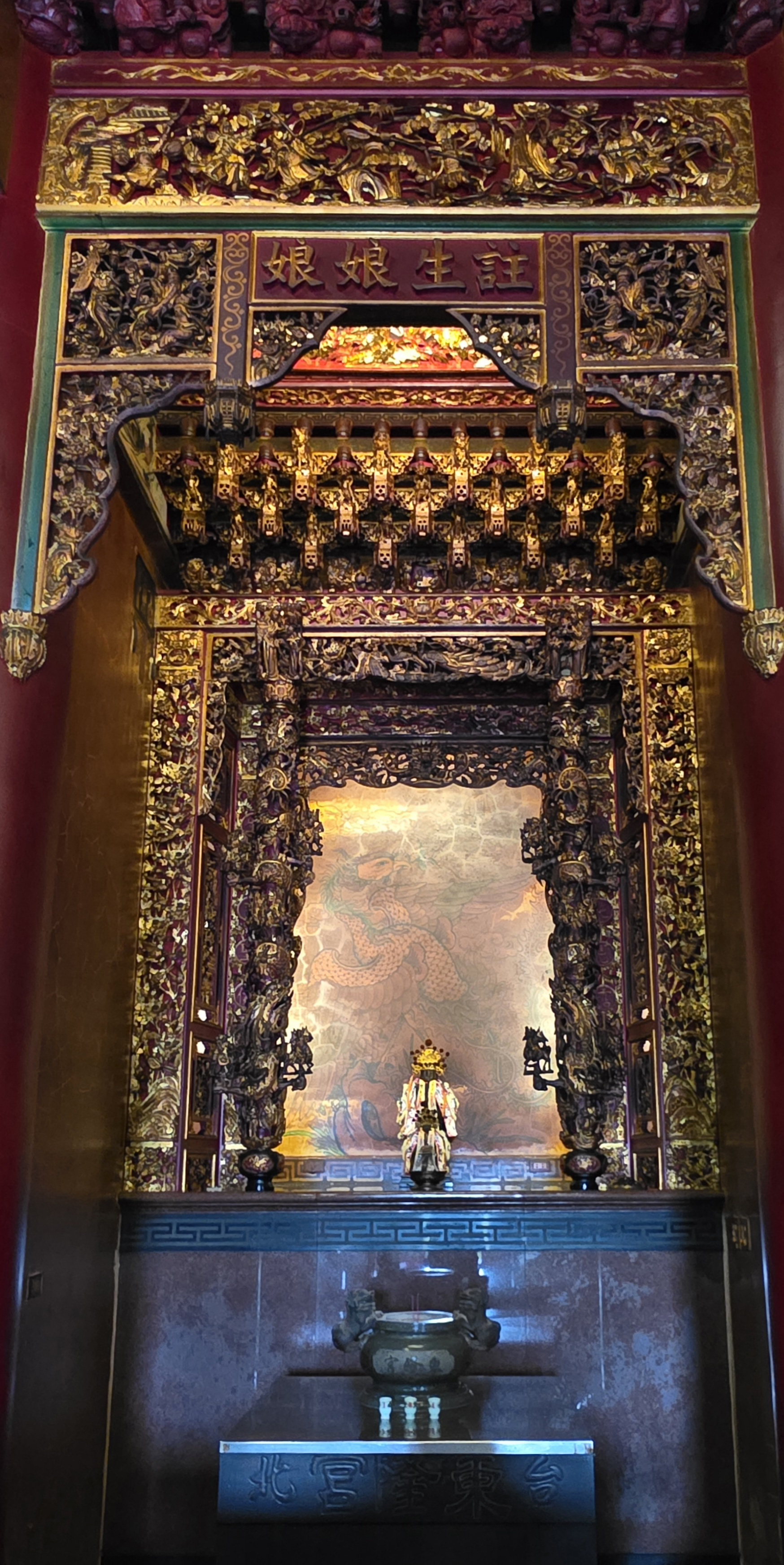
註生娘娘
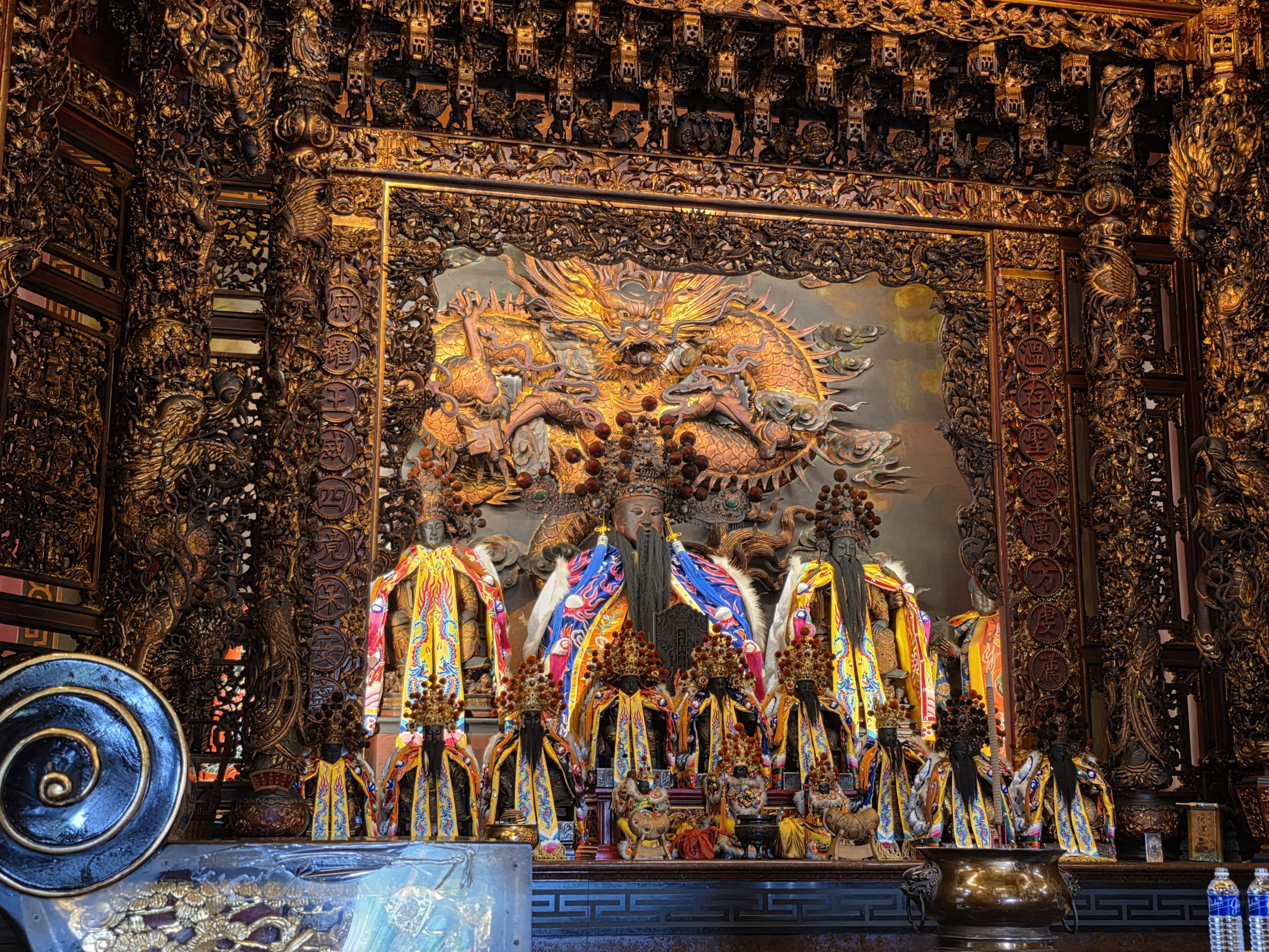
溫府千歲
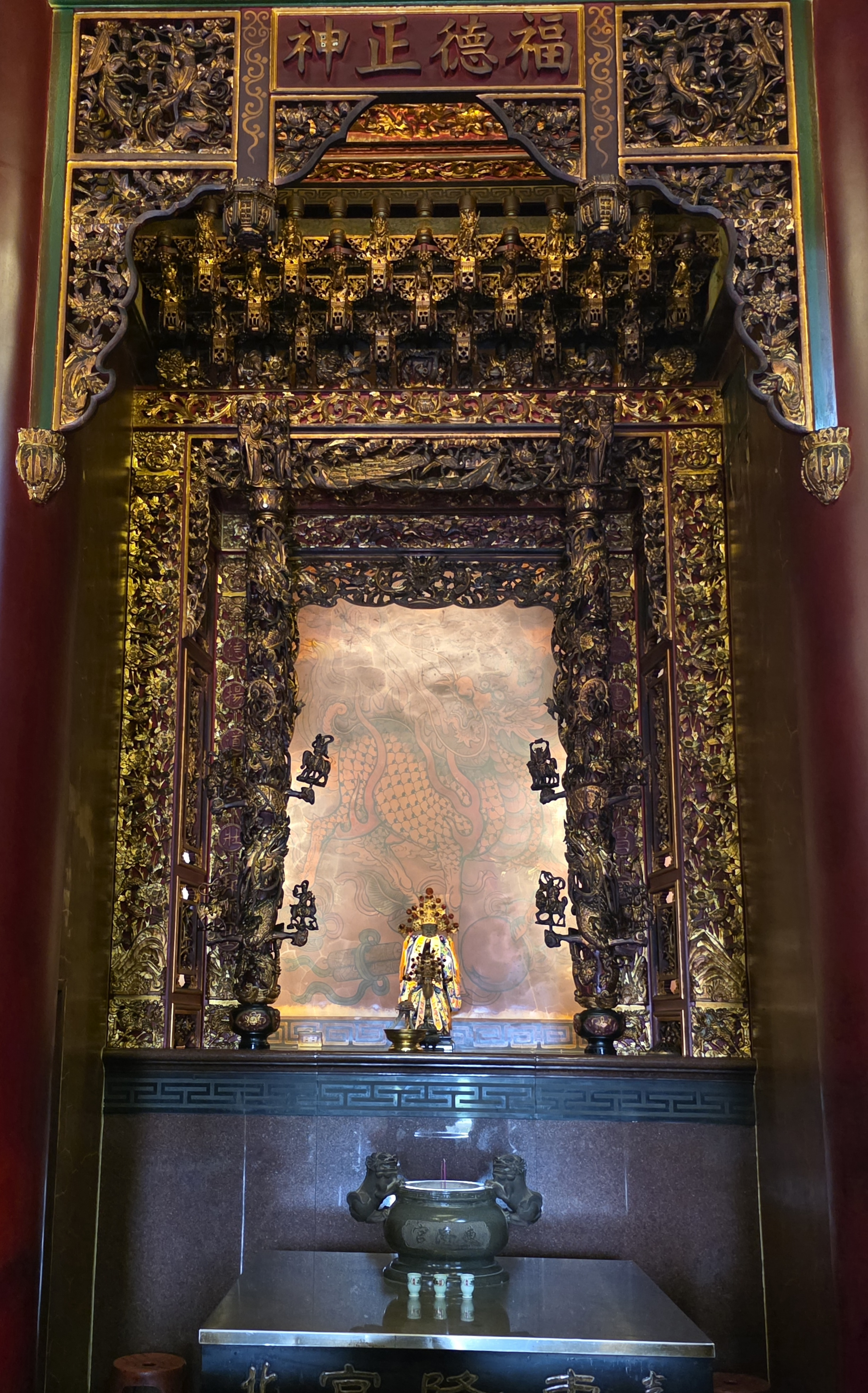
福德正神
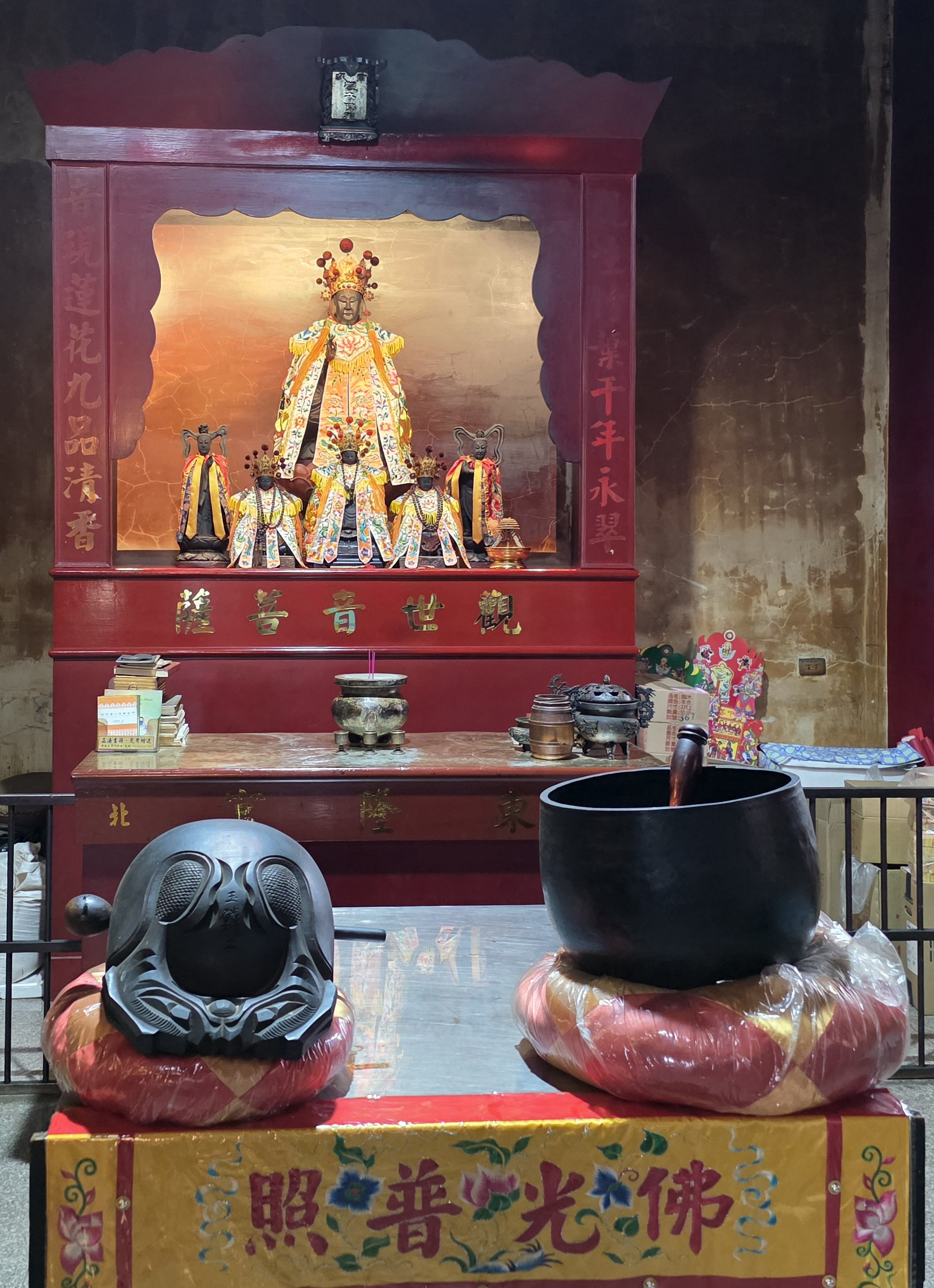
觀音菩薩
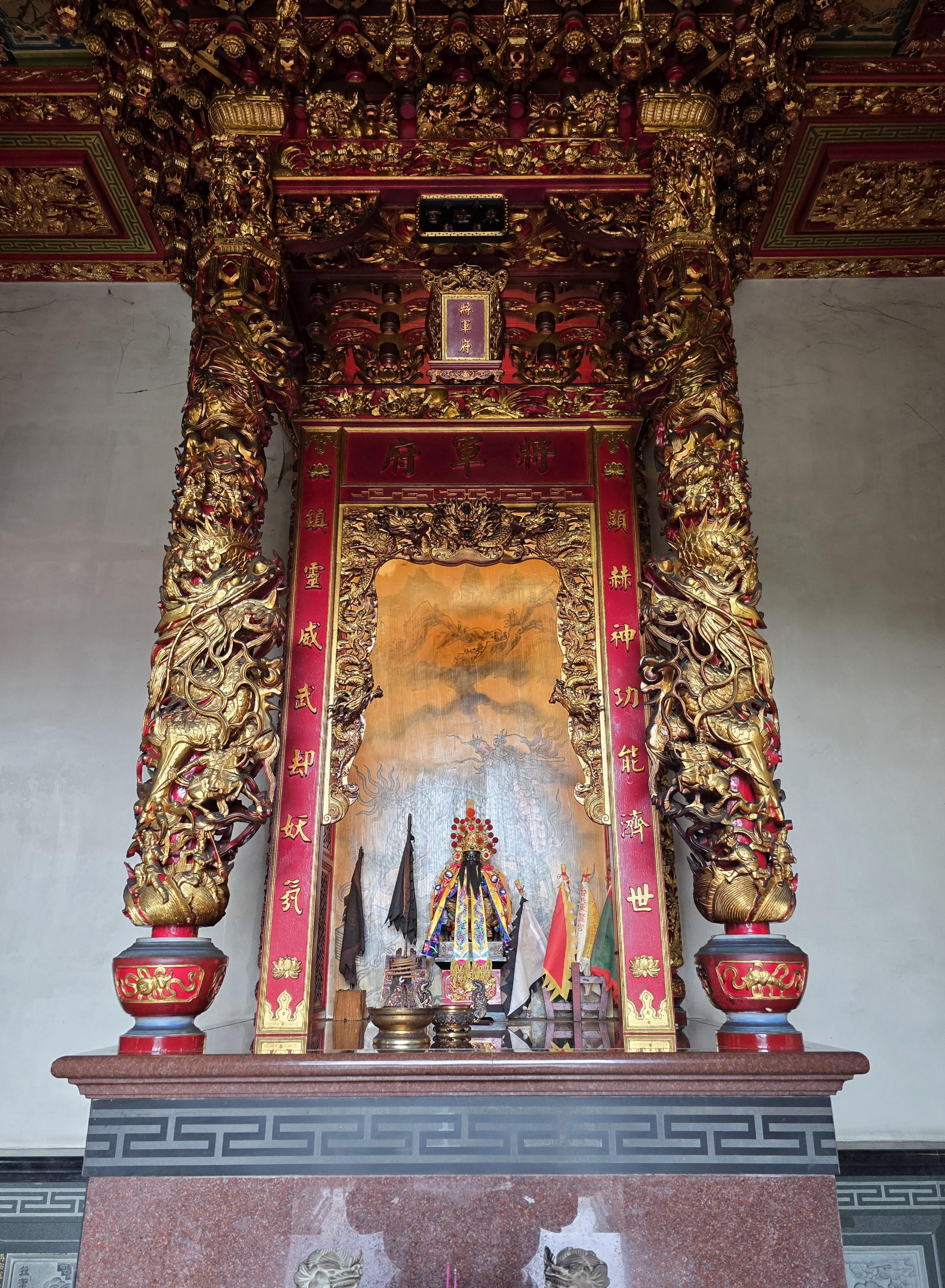
中軍府

## 外部連結
- 台北東隆宮的Facebook專頁